# Los Auténticos Decadentes
Los Auténticos Decadentes é uma banda argentina que mistura ska com ritmos latinoamericanos. A banda formou-se por volta do ano de 1986 por Cucho e Nito, que convidou Gastón a juntar-se ao grupo.

## Discografia
- El milagro argentino (1989)
- Supersónico (1991)
- Fiesta monstruo (1993)
- Mi vida loca (1995)
- Cualquiera puede cantar (1997)
- Hoy trasnoche (2000)
- Los reyes de la canción (2001, compilação de grandes sucessos)
- Sigue tu camino (2003)
- Los autenticos decadentes:Obras Cumbres (2006, compilação de grandes sucessos)
- Club Atlético Decadente (2006)
- Somos (ao vivo) (2008)